# 岩鼻站
岩鼻站（日语：／ Iwahana eki */?）是位於山口縣宇部市岩鼻町1番1號，西日本旅客鐵道（JR西日本）的宇部線車站。

## 車站構造

### 站房
由木所建單層站房，由車站開業一直沿用至今。從正門進入口即為售票及候車大堂、已棄用的站務室及售票窗口，窗口旁邊有一部簡易式近距離自動售票機，入口旁邊有一張候車長櫈。驗票口設於右側，而站務室後方側為過往職員留宿的地方，現時只用作儲物用途。

### 月台
設有側式月台2個，月台以行車方向標記而並使用月台編號。其中遠離站房的月台與山邊貼近，月台之間亦有跨線行人天橋連接。
| 月台     | 路線    | 上下行 | 方向                 |
| -------- | ------- | ------ | -------------------- |
| 站房方   | ■宇部線 | 下行   | 宇部、厚狹、下關方向 |
| 站房對面 | ■宇部線 | 上行   | 宇部新川方向         |

## 歷史
- 1914年1月9日：宇部輕便鐵道宇部新川站 - 藤山站（後來為藤曲站） - 宇部站之間開通，此停留場啟用。
- 1921年12月21日：公司名稱改為宇部鐵道。
- 1941年6月10日：當日認可成為停車場。
- 1943年5月1日：宇部鐵道被國有化。成為國有鐵道宇部東線車站。
- 1945年6月20日：宇部西線貨物支線 居能站至此站開通。
- 1948年2月1日：宇部東線改名為宇部線，此站成為宇部線車站。宇部西線改名為小野田線。
- 1952年4月20日：小野田線貨物支線 居能站至此站之間編入至宇部線。宇部線 宇部站（現時：宇部新川站）至岩鼻站之間的走線改經居能站。經藤曲站的宇部線舊線廢止。
- 1987年4月1日：隨國鐵分割民營化，車站由西日本旅客鐵道（JR西日本）營運。
- 1990年5月1日：改為無人車站。

## 使用狀況
以下為近年使用人次：
| 乘車人次變化 | 乘車人次變化 |
| 年度         | 1日平均人次  |
| ------------ | ------------ |
| 1999         | 649          |
| 2000         | 614          |
| 2001         | 583          |
| 2002         | 509          |
| 2003         | 482          |
| 2004         | 468          |
| 2005         | 489          |
| 2006         | 427          |
| 2007         | 369          |
| 2008         | 367          |
| 2009         | 334          |
| 2010         | 313          |
| 2011         | 298          |
| 2012         | 294          |
| 2013         | 298          |
| 2014         | 306          |
| 2015         | 329          |
| 2016         | 324          |
| 2017         | 283          |
| 2018         | 282          |
| 2019         | 261          |
| 2020         | 197          |
| 2021         | 207          |
| 2022         | 232          |

## 相鄰車站
西日本旅客鐵道（JR西日本）
■宇部線
居能－岩鼻－（際波信號站）－宇部

### 曾經存在的路線
日本國有鐵道
宇部線（舊線）
藤曲－岩鼻（－西宇部（現時：宇部））

## 外部連結
- 岩鼻｜車站資訊：JR出門網 - 西日本旅客鐵道（日語）